# Panik (Armenia)
Panik – wieś w Armenii, w prowincji Szirak. W 2011 roku liczyła 3157 mieszkańców.